# Episodi di Aaron Stone (prima stagione)
La prima stagione della serie televisiva Aaron Stone va in onda negli USA dal 13 febbraio al 27 novembre 2009 sui canali Disney XD e Disney Channel. In Italia è trasmessa dal 28 settembre al 22 dicembre 2009. In chiaro è trasmessa dal 17 gennaio 2013 al 21 gennaio 2013 su Italia 2.
| nº | Titolo originale                  | Titolo italiano                           | Prima TV USA     | Prima TV Italia   |
| -- | --------------------------------- | ----------------------------------------- | ---------------- | ----------------- |
| 1  | Hero Rising: Part 1 & 2           | L'inizio di tutto (prima e seconda parte) | 13 febbraio 2009 | 28 settembre 2009 |
| 2  | Hero Rising: Part 1 & 2           | L'inizio di tutto (prima e seconda parte) | 13 febbraio 2009 | 29 settembre 2009 |
| 3  | First Strike                      | Il primo colpo                            | 20 febbraio 2009 | 29 settembre 2009 |
| 4  | Time Out                          | Time out                                  | 2 marzo 2009     | 6 ottobre 2009    |
| 5  | Rockin' the Free World            | Rock nel mondo libero                     | 9 marzo 2009     | 6 ottobre 2009    |
| 6  | From Hero to Xero                 | Da Hero a Xero                            | 16 marzo 2009    | 13 ottobre 2009   |
| 7  | Not So Friendly Skies: Part 1 & 2 | Cieli ostili (prima e seconda parte)      | 23 marzo 2009    | 13 ottobre 2009   |
| 8  | Not So Friendly Skies: Part 1 & 2 | Cieli ostili (prima e seconda parte)      | 30 marzo 2009    | 20 ottobre 2009   |
| 9  | In Hall We Trust                  | Fidarsi                                   | 13 aprile 2009   | 20 ottobre 2009   |
| 10 | My Two S.T.A.N.s                  | I miei due Stan                           | 20 aprile 2009   | 27 ottobre 2009   |
| 11 | Xero Control                      | Il controllo di Xero                      | 22 giugno 2009   | 27 ottobre 2009   |
| 12 | Cloudy with a Chance of Ninjas    | Nuvoloso con possibilità di Ninja         | 29 giugno 2009   | 3 novembre 2009   |
| 13 | Hunt Me? Hunt You!                | Caccia a me? Caccia a voi!                | 6 luglio 2009    | 3 novembre 2009   |
| 14 | Beastland                         | La valle delle bestie                     | 13 luglio 2009   | 10 novembre 2009  |
| 15 | Chuck & Charlie                   | Chack e Charlie                           | 20 luglio 2009   | 10 novembre 2009  |
| 16 | Mind Games                        | Il gioco della mente                      | 27 luglio 2009   | 17 novembre 2009  |
| 17 | My Stakeout with S.T.A.N.         | Il laser rubato                           | 3 agosto 2009    | 24 novembre 2009  |
| 18 | Dreamcast                         | Avverare un sogno                         | 7 ottobre 2009   | 1º dicembre 2009  |
| 19 | S.T.A.N. By Me                    | Cose da me                                | 4 novembre 2009  | 8 dicembre 2009   |
| 20 | Saturday Fight Fever              | La battaglia del sabato sera              | 18 novembre 2009 | 15 dicembre 2009  |
| 21 | Game On                           | Che il gioco cominci                      | 27 novembre 2009 | 22 dicembre 2009  |